# Steinhaus (Overath)
Steinhaus ist ein Ortsteil von Vilkerath in der Stadt Overath im Rheinisch-Bergischen Kreis in Nordrhein-Westfalen, Deutschland.

## Lage und Beschreibung
Die kleine Ortschaft Steinhaus liegt oberhalb der weitgehend naturgeschützten Agger und der  Bahnstrecke Siegburg–Olpe.  Durch das Zusammenwachsen der ehemaligen Wohnplätze Obervilkerath, Untervilkerath, Steinhaus und Aggerhof ist Vilkerath zu einem geschlossenen Siedlungsbereich zusammengewachsen und bildet heute einen der sieben Stadtteile Overaths. Von der vielbefahrenen Kölner Straße (Bundesstraße 55) führt die schmale Steinhauser Straße hinauf auf eine waldreiche Anhöhe. Der Kaltenbach fließt an Steinhaus vorbei.

## Geschichte
Steinhaus wurde erstmals im Jahr 1391 als v. Steinhuse urkundlich erwähnt.
Die Topographia Ducatus Montani des Erich Philipp Ploennies, Blatt Amt Steinbach, belegt, dass der Wohnplatz bereits 1715 eine Hofstelle besaß, die als Steinhusen beschriftet ist. Carl Friedrich von Wiebeking benennt die Hofschaft auf seiner Charte des Herzogthums Berg 1789 als Steinhauss. Aus ihr geht hervor, dass der Ort zu dieser Zeit Teil der Honschaft Vilkerath im Kirchspiel Overath war.
Der Ort ist auf der Topographischen Aufnahme der Rheinlande von 1817 als Steinhaus verzeichnet. Die Preußische Uraufnahme von 1845 zeigt den Wohnplatz ebenso unter dem Namen Steinhaus. Ab der Preußischen Neuaufnahme von 1892 ist der Ort auf Messtischblättern regelmäßig als Steinhaus verzeichnet.
1822 lebten 20 Menschen im als Hof kategorisierten Ort, der nach dem Zusammenbruch der napoleonischen Administration und deren Ablösung zur Bürgermeisterei Overath im Kreis Mülheim am Rhein gehörte. Für das Jahr 1830 werden für den als Steinhaus bezeichneten Ort 24 Einwohner angegeben. Der 1845 laut der Uebersicht des Regierungs-Bezirks Cöln als Hof kategorisierte Ort besaß zu dieser Zeit fünf Wohngebäude mit 32 Einwohnern, alle katholischen Bekenntnisses.
Die Liste Einwohner und Viehstand von 1848, die vor allem der Steuererhebung diente,  zählte in Steinhaus 35 Bewohner, darunter 10 Kinder unter 16 Jahre. Sie nennt Namen und Berufe der Haushaltungsvorstände. Darunter sieben Ackerer: Gebrüder Eschbach, Peter Wilhelm Funk, Johann Wilhelm Höller (u. Pächter), Heinrich Höller, Jacob Lüdenbach und den Wittib Anton Wilhelm Sträser. Als Näherin war die alleinstehende Cibilla Höller registriert, als Tagelöhner Anton Sträser und als ohne Beruf Johann Eschbach (1 Ziege), Roland Hürholz  und Jacob Rottländer. Das meiste Vieh der Bauern besaß Johann Wilhelm Höller (1 Ochse, 2 Kühe, 1 Rind, 2 Schweine), das wenigste Anton Wilhelm Sträser (1 Kuh). Mit arm kennzeichnete die Obrigkeit Roland Hürholz und Johann Eschbach. Drei Personen Gesinde waren ohne Namen gezählt.
Die Gemeinde- und Gutbezirksstatistik der Rheinprovinz führt Steinenhaus 1871 mit 13 Wohnhäusern und 63 Einwohnern auf. Im Gemeindelexikon für die Provinz Rheinland von 1888 werden für Steinhaus 17 Wohnhäuser mit 95 Einwohnern angegeben. 1895 besitzt der Ort 16 Wohnhäuser mit 87 Einwohnern, 1905 werden 17 Wohnhäuser und 84 Einwohner angegeben.

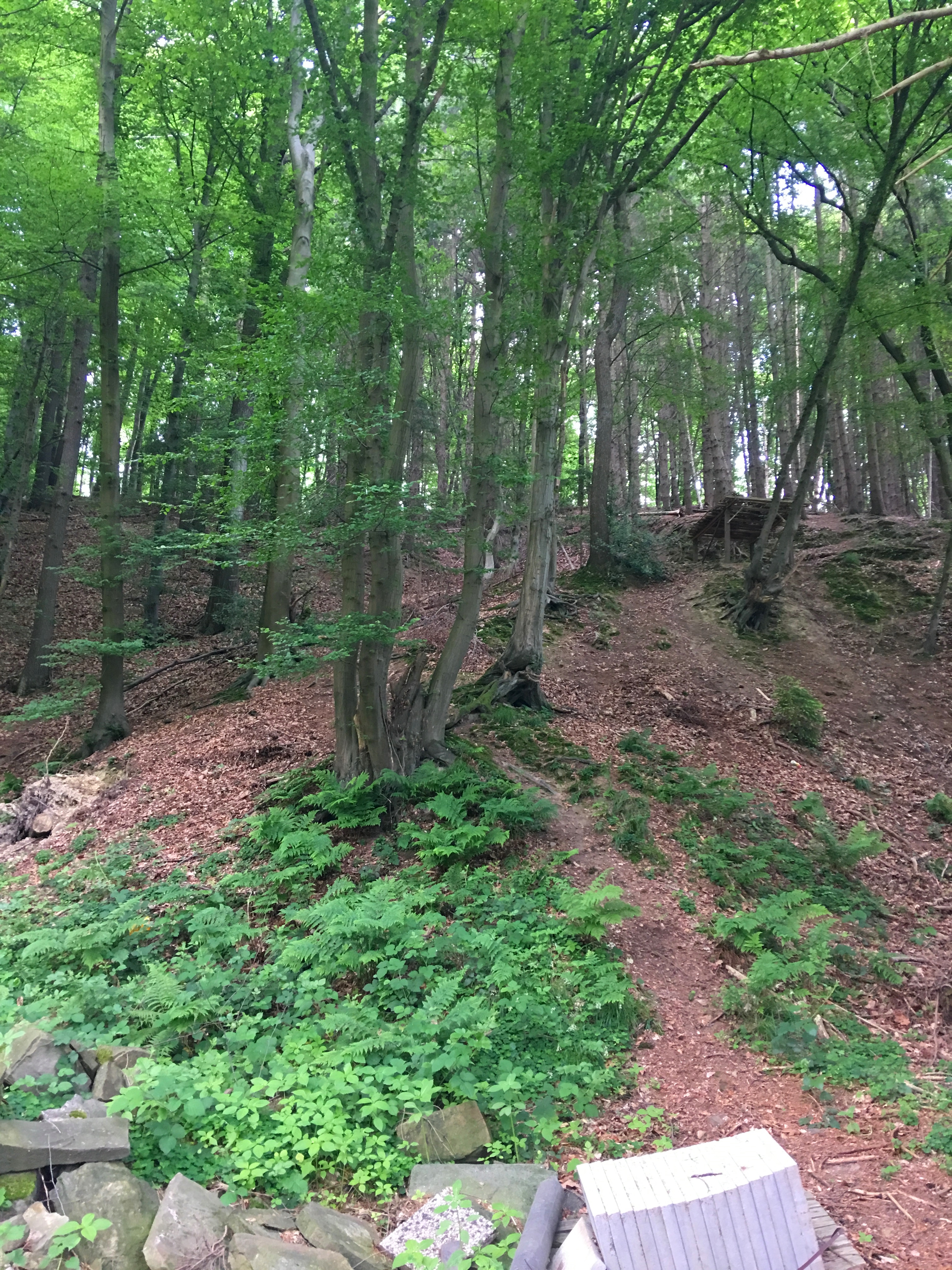
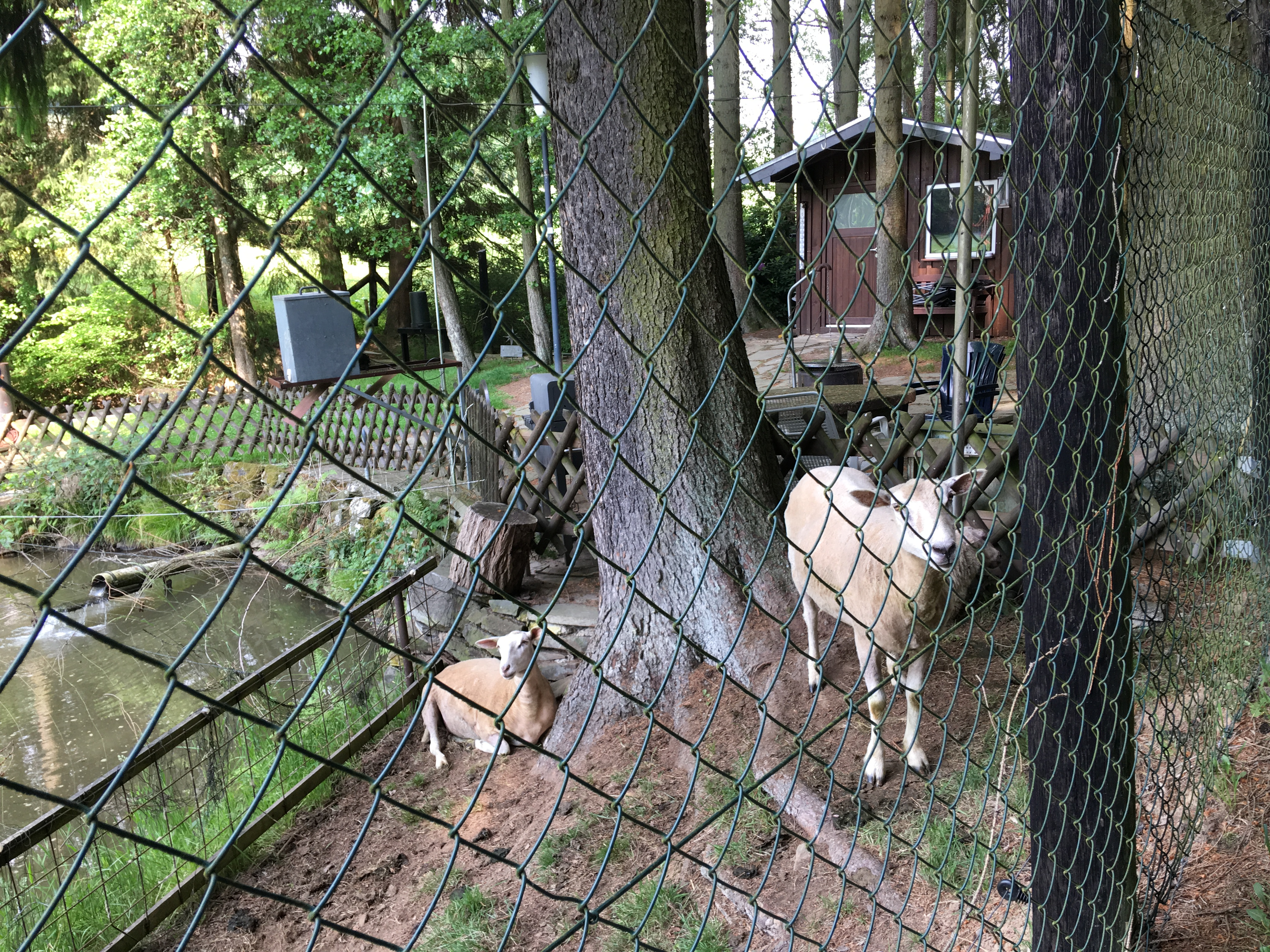
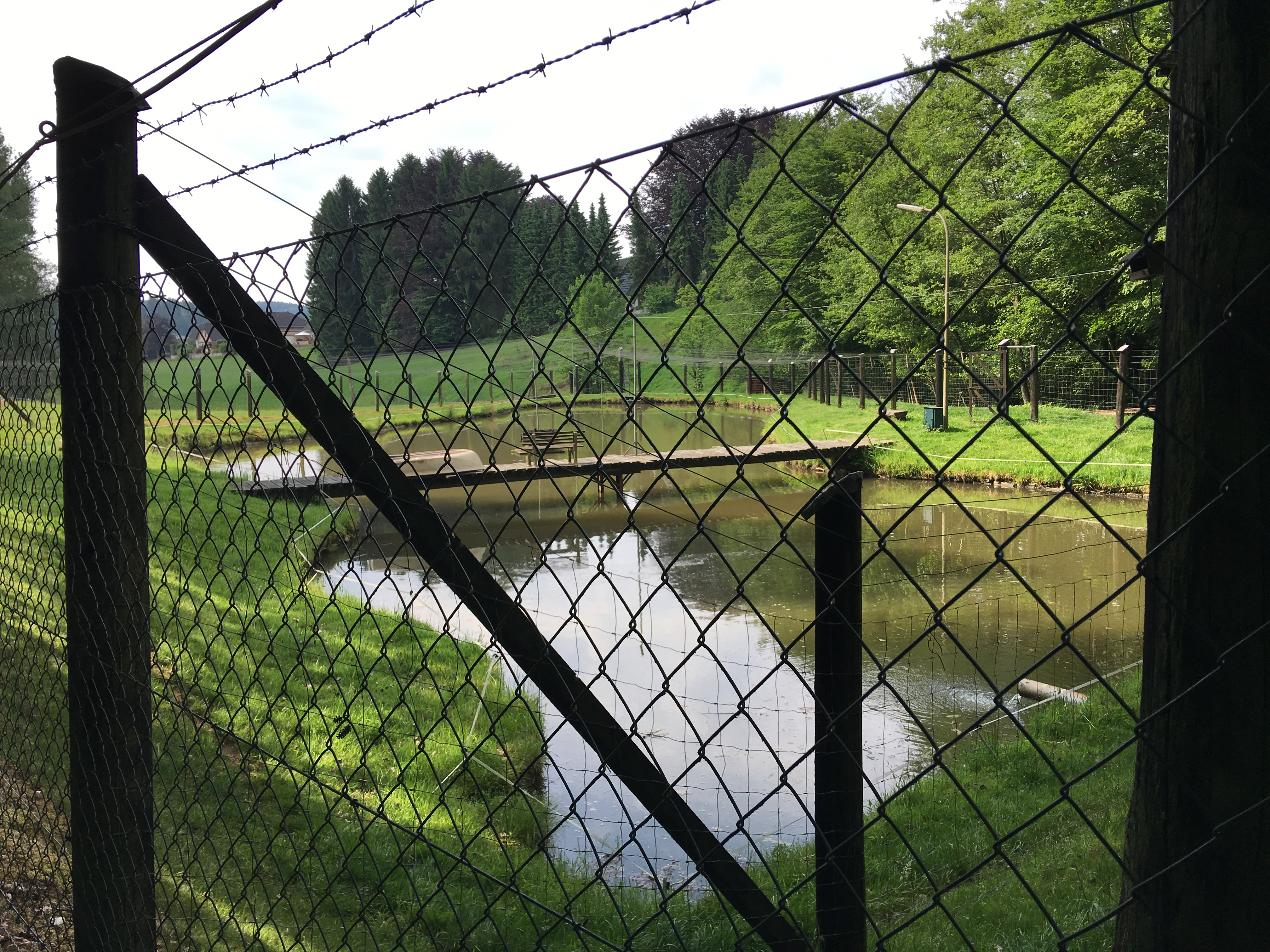